# Johann Timann
Johann Timann, auch Tidemann oder Johann Amsterodamus; Johann Amsterdamus (* vor 1500 in Amsterdam; † 17. Februar 1557 auf Schloss Nienburg in Nienburg/Weser) war ein evangelisch-lutherischer Theologe und Reformator.

## Leben
Timann war zunächst ein katholischer Geistlicher. Er stand mit den holländischen Augustinern in Verbindung, so dass er 1522 mit ihnen die Heimat verlassen musste. Er kam nach Wittenberg, wo er mit Martin Luther und Philipp Melanchthon bekannt wurde. Zusammen mit Jacob Probst ging er dann nach Bremen. Während dieser Pastor an „Unserer lieben Frauen“ wurde, wurde er 1525 an der Martinikirche zum Prediger gewählt.
Nachdem Heinrich von Zütphen aus Bremen weiter gezogen war, standen nun diese beiden Männer an der Spitze der reformatorischen Bewegung in Bremen und führten den deutschen Gottesdienst mit dem Abendmahl unter beiderlei Gestalt ein. 1529 wurde Timann von Graf Enno nach Emden zur Bekämpfung der Täufer berufen, ohne dass die Mission Erfolg hatte.
Während der sozialen Kämpfe in Bremen in den Jahren 1530/32 – dem sogenannten „Aufstand der 104 Männer“ – standen die Prediger auf der Seite des Bremer Rates und mussten daher mit den Bürgermeistern die Stadt verlassen. Sie konnten aber bald zurückkehren. 1534 hatte er wesentlichen Anteil an der Ausarbeitung der Bremer Kirchenordnung, die er in Wittenberg Luther und Johannes Bugenhagen vorlegte. Nachdem die Kirchenordnung bewilligt und in Bremen eingeführt war, musste der Rat gegen die Täufer einschreiten.
Zu Timann hatte er Vertrauen. Dieser vertrat die Stadt auf dem Hamburger Konvent vom 15. April 1535, wo man gegen die Täufer scharfe Maßnahmen beschloss, die am 23. Mai 1535 verkündigt wurden. Ebenso vertrat er die Kirche von Bremen auch in Schmalkalden 1537 und bei den Religionsgespräch von 1540 und 1541 in Worms und in Regensburg. Der Ruf, den er auch außerhalb Bremens genoss, trug ihm manche ehrenvolle Berufung ein.
So wurde er von Jobst II. von Hoya beauftragt, die Reformation in der Grafschaft Hoya durchzuführen. Gemeinsam mit Adrian Buxschott arbeitete er eine Kirchenordnung aus und hielt dort und in Lippe Visitationen. Sein theologischer Standpunkt war fest und er verfolgte unbeirrt die evangelische Richtung auch im Kampf gegen das Augsburger Interim. Im Bremischen Kirchenstreit vertrat er die lutherische Auffassung gegen Albert Hardenberg und Johannes á Lasco. Den Ausgang des Streites erlebte er nicht mehr. Er starb während einer Visitation in der Grafschaft Hoya.
Timann war mit Gertrud Werenberg verheiratet und hatte acht Söhne.